# Neau
Neau település Franciaországban, Mayenne megyében. Lakosainak száma 757 fő (2022. január 1.). Neau Brée, Mézangers, Montsûrs és Évron községekkel határos.

## Népesség
A település népességének változása:
| Lakosok száma | 606  | 618  | 652  | 701  | 722  | 761  | 774  | 778  | 779  | 757  |
|               | 1968 | 1982 | 1990 | 2006 | 2013 | 2015 | 2017 | 2019 | 2020 | 2022 |